# OS X Mountain Lion
OS X Mountain Lion (version 10.8) є 9-тою і наступною версією програмного забезпечення OS X для Мас комп'ютерів.

## Історія
OS X Mountain Lion (версія 10.8) була офіційно представлена Apple на їхньому вебсайті 16 лютого 2012. Версія для перегляду вже доступна для завантаження. Публічну версію випустили 25 липня 2012 за ціною в 19,99 доларів США.

## Системні вимоги
- 2 Гб оперативної пам'яті
- 8 Гб вільного місця на жорсткому диску або твердотільному накопичувачі
- Щоб оновити версію OS X, на комп'ютері має бути встановлена принаймні версія 10.6.8.[4]

Наступні моделі підтримуються:
- iMac (середина 2007 або новіша)
- MacBook (кінець 2008 алюміній, або початок 2009 або новіша)
- MacBook Pro (середина/кінець 2007 або новіша)
- MacBook Air (кінець 2008 або новіша)
- Mac mini (початок 2009 або новіша)
- Mac Pro (початок 2008 або новіша)
- Xserve (початок 2009)

Наступні моделі підтримують AirPlay Mirroring (AirPlay дзеркалювання):
- iMac (середина 2011 або новіша)
- Mac mini (середина 2011 або новіша)
- MacBook Air (середина 2011 або новіша)
- MacBook Pro (початок 2011 або новіша)

Наступні моделі підтримують AirDrop:
- MacBook Pro (кінець 2008 або новіша)
- MacBook Air (кінець 2010 або новіша)
- MacBook (кінець 2008 або новіша)
- iMac (початок 2009 або новіша)
- Mac mini (середина 2010 або новіша)
- Mac Pro (початок 2009 із AirPort Extreme card, або середина 2010)

## Нові та змінені функції
- Документи можуть бути перейменовані в рядку заголовка.
- Можливість заповнювати форми в PDF документах, які не містять існуючих PDF полів в програмному додатку Preview (Mac OS).
- Можливість перемикання в повноекранний режим на будь-якому дисплеї.
- Автоматичне встановлення оновлень програмних додатків через Mac App Store.
- Покращені прокрутки.
- Power Nap — дозволяє MacBook Air (кінець 2010 або новіша) або MacBook Pro з дисплеєм Retina синхронізацію з iCloud (Нагадування, Календарі, Фотопотік, Нотатки, Пошта, і Знайти Мій Комп'ютер) в стані сну. Power Nap дозволяє Mac завантажити оновлення з App Store і OS X, а також робити періодичні резервні копіювання (Time Machine), коли він підключений до електромережі та спить.
- Загальносистемна підтрика диктування (необхідне широкосмугове підключення до Інтернету)
- iCloud library UI integration which includes new Open and Save dialog boxes across built-in applications, iWork and third-party applications via an API. Applications that make use of this API support a new user interface to view and manage documents in the cloud that are specific to the application being used.[6]
- Safari has a new omnibar, which is a combination of the address bar and the search field. In addition, the omnibar contains a «Reader» button, which shows the user just the text of the article without advertisements and distraction. When the user is on a website with no article, the button is disabled.[7]
- Automatic synchronization of documents in iWork with iCloud (requires purchase of iWork).
- Messages — a multi-protocol instant messaging and texting client (replacing iChat); supports the iMessage service. Also available on Mac OS X 10.7 «Lion» as a beta version.[8]
- Reminders — a to-do list application, also on iOS, separated from Calendar[9]
- Notes — previously in iOS and separated from Mail into its own application, with support for desktop notes added.[10][11]
- Share Sheets — a «Share» button and dialog box in Safari and other applications[12]
- Game Center — adopted from iOS[13]
- AirPlay Mirroring — wireless mirroring of a Mac's screen to an Apple TV.[14]
- Gatekeeper[15] — an anti-malware feature based on digital signatures and the Mac App Store.
- Twitter integration.[16]
- Facebook integration with an update in fall 2012.[17]

Центр сповіщень in OS X Mountain Lion

- Центр сповіщень — A desktop version similar to the one introduced in iOS 5. Application pop-ups are now concentrated on the corner of the screen, and the Center itself is pulled from the right side of the screen.[18]
- More Chinese features — has additional features for users in China, including support for Baidu as an option for Safari search engine, QQ, 163.com and 126.com services for Mail, Contacts and Calendar, Youku, Tudou and Sina Weibo are integrated into share sheets.[19]
- Time Machine is able to do rotating backups on more than one storage medium.[20]
- Launchpad now has Spotlight search for finding applications.[21]
- Dashboard widgets can be managed in a UI similar to Launchpad.[22]
- Mail has a VIP feature, to save frequent contacts.[23]
- New screensavers[24]
- New Preview app featuring an improved user interface.[25]
- The Dock has a new frosted glass look with rounded corners, a new separator, and blurred icon reflections[26]

### Перейменовані прикладні програми
- iCal перейменований на «Calendar»[6]
- Address Book (Адресна книга) перейменована на «Contacts» (Контакти)[6]

### Відмінені функції
- RSS підтримка в Mail та Safari видалена.[27]
- Оновлення програмного забезпечення — було об'єднане в Mac App Store.[28]
- iChat — замінений Messages та FaceTime.
- MobileMe — замінений iCloud.

## Що включено
Прикладні програми
Automator, Calculator (Калькулятор), Calendar (Календар), Chess (Шахи), Contacts (Контакти), Dashboard (Пульт управління), Dictionary (Словник), DVD Player (DVD-програвач), FaceTime, Font Book (Книга шрифтів), Image Capture, iTunes, Launchpad (Панель запуску), Mac App Store (магазин програмних додатків), Mail (Пошта), Messages (Повідомлення), Mission Control (Пункт управління), Notes (Нотатки), Photo Booth (Фото будка), Preview, QuickTime Player, Reminders (Нагадування), Safari, Stickies (Наклейки), System Preferences (Системні налаштування), TextEdit, Time Machine (Машина часу),
Утиліти
Activity Monitor, AirPort Utility, AppleScript Editor, Audio MIDI Setup, Bluetooth File Exchange, Boot Camp Assistant, ColorSync Utility, Console, DigitalColor Meter, Disk Utility, Grab, Grapher, Keychain Access, Migration Assistant, Network Utility, Podcast Capture, Podcast Publisher, RAID Utility, System Information, Terminal, VoiceOver Utility,
Мови
англійська, японська, французька, німецька, іспанська, італійська, голландська, шведська, данська, норвезька, фінська, традиційна китайська, спрощена китайська, корейська, португальська (Бразилія), португальська (Португалія), російська, польська, чеська, турецька, угорська, арабська, іспанська, каталонська, хорватська, грецька, іврит, румунська, словацька, тайська, українська

## Додатково
Із достовірних джерел стало відомо що ця система, створюється як основна перевага для нової системи Microsoft Windows 10, яка має бути 256-бітною та підтримувати адресування та виділення великої кількості віртуальної пам'яті, також одночасну працю з інтегрованими двоядерними графічними адаптерами та двома дискретними адаптерами і оброблювати системні задачі дискретними адаптерами без допомоги стороннього софту, крім того ядро нової системи буде монолітне а не гібридне як старших версій Windows, це означає що розробники периферії будуть створювати свої продукти по специфікації наданою Microsoft або не будуть підтримуватися зовсім. Система буде модульною і надаватиме можливість створювати систему на свій смак. Система буде створена повністю на платформі .NET, а застосунки будуть створюватись на С# та VB, консолі не буде а буде PowerScript також буде підтримка JS, буде вбудований емулятор 32 та 64 біт (але буде підтримка тільки систем Microsoft), також більше не буде перезапису. Система буде оптимізована під твердотільні накопичувачі, та в системі буде поліпшена безпека даних: коли користувач введе тричі поспіль хибний пароль, усі дані на накопичувачі буде знищено великим струмом, тому їх уже неможливо буде відновити.

## Хронологія
| Хронологія операційних систем Macintosh |
| --------------------------------------- |
|                                         |